# Парусинов Пилип Олексійович
Пилип Олексійович Парусинов (27 листопада 1893, село Кучеряєво, тепер Бутурліновського району Воронезької області, Російська Федерація — 25 жовтня 1973, Москва) — радянський воєначальник, учасник Першої і Другої світових воєн, генерал-лейтенант. Кандидат у члени ЦК КП(б)У в 1940—1949 р.

## Біографія
Народився в селянській родині.
Учасник Першої світової війни. У 1915 році закінчив навчальну команду російської армії. Служив командиром взводу на Південно-Західному фронті.
У Червоній армії з 1918 року. Служив помічником командира роти, командиром роти на фронтах громадянської війни.
Член РКП(б) з 1919 року. У 1919 році закінчив Воронезьку школу червоних командирів, а у 1924 році — Харківські вищі командні курси.
З жовтня 1924 року — начальник школи 295-го стрілецького полку 99-ї територіальної стрілецької дивізії, командир батальйону 297-го Уманського стрілецького полку.
З листопада 1930 року — помічник командира зі стройової частини, потім командир і військовий комісар 295-го Дніпровського стрілецького полку. З січня 1937 року — помічник командира 51-го стрілецького полку.
У липні 1937 — липні 1938 року — комендант Могилів-Подільського — Ямпільського укріпленого району.
У липні 1938 — жовтні 1939 року — командувач військами Одеської армійської групи військ.
З жовтня 1939 року — командувач 12-ї армії Київського особливого військового округу.
Учасник Радянсько-фінської війни 1939—1940 років, де командував 19-м стрілецьким корпусом і 13-ю армією (у березні — квітні 1940 року). У червні — липні 1940 року — учасник походу радянських військ у Бессарабію та Північну Буковину, був заступником командувача 12-ї армії Південного фронту.
У 1941 році закінчив вечірній факультет Військової академії РСЧА імені Фрунзе та курси удосконалення командного складу.
У березні 1941 — червні 1943 року — командувач 25-ї армії Далекосхідного фронту. У червні — липні 1943 — заступник командувача військ Далекосхідного фронту. У липні 1943 — липні 1945 року — командувач Приморською групою військ Далекосхідного фронту. У липні — серпні 1945 року — у розпорядженні Головного управління кадрів Наркомату оборони СРСР. У серпні — вересні 1945 року — командувач Чугуївською оперативною групою військ 1-го Далекосхідного фронту.
У вересні 1945 — березні 1946 року — заступник командувача військ Харківського військового округу. У березні — травні 1946 року — тимчасовий виконувач обов'язків командувача військ Харківського військового округу. У червні — жовтні 1946 року — у розпорядженні Головного управління кадрів Збройних сил СРСР.
У жовтні 1946 — лютому 1950 року — заступник командувача військ Прибалтійського військового округу зі стройової частини. З лютого 1950 року перебував у розпорядженні Головного управління кадрів Збройних сил СРСР.
У 1951 році закінчив Вищі академічні курси при Вищій військовій академії імені Ворошилова.
У березні 1952 — січні 1956 року — начальник військової кафедри Центрального державного інституту фізичного виховання імені Сталіна.
З січня 1956 року — у запасі. Проживав у Москві.

### Військові звання
- Полковник (13.12.1935)
- Комбриг (14.06.1937)
- Комдив (23.07.1938)
- Комкор (09.02.1939)
- Генерал-лейтенант (04.06.1940).

## Нагороди
- два ордени Леніна (21.03.1940, 21.02.1945)
- два ордени Червоного Прапора (3.11.1944, 20.06.1949)
- медаль «За перемогу над Німеччиною у Великій Вітчизняній війні 1941—1945 рр.» (1945)
- медалі